# Lethrinus
Lethrinus ist eine artenreiche Fischgattung aus der Familie der Großkopfschnapper (Lethrinidae), die im tropischen Indopazifik vorkommt.

## Merkmale
Lethrinus-Arten sind mittelgroße bis große Fische mit einem länglichen, seitlich abgeflachten Körper und einem geraden, konvexen oder konkaven Kopfprofil. Das Maul ist mittelgroß und reicht manchmal bis unter den vorderen Augenrand. Die Kieferzähne sind konisch oder molariform (backenzahnähnlich). Die Wangen sind schuppenlos, die Basis der Brustflossen schuppenlos oder nur wenig beschuppt. Die Schwanzflosse ist mehr oder weniger deutlich gegabelt. Ihre Enden sind spitz oder abgerundet.
- Flossenformel: Dorsale V/9, Anale III/8, Pectorale 13, Caudale 13.
- Schuppenformel 4,5–5,5/42–49(2)

Lethrinus-Arten sind silbrig, grau, olivfarben, grünlich, bläulich, beige, braun oder rötlich gefärbt oft mit dunkleren Flecken oder Streifen, die je nach Stimmung der Fische mehr oder weniger deutlich zu sehen sind. Die Flossenbasis, die Ränder von Präoperculum und Kiemendeckel und einige Zeichnungselemente auf dem Kopf sind oft rötlich aber variabel von Individuum zu Individuum verschieden ausgeprägt. Die Flossen sind transparent, bläulich, gelblich oder rötlich und zeigen oft Flecken. Die Flossenränder sind oft rötlich.

## Lebensraum und Lebensweise
Lethrinus-Arten kommen küstennah in Fels- und Korallenriffen, in Mangroven, Seegraswiesen und über Sandböden bis in Maximaltiefen von 220 Metern vor. Üblicherweise sind sie einzelgängerisch oder leben in kleinen Gruppen, lediglich zum Laichen versammeln sich die Fische in großen Schwärmen. Sie ernähren sich vor allem von verschiedenen Stachelhäutern, Krebstieren, Weichtieren, Borstenwürmern und kleineren Fischen.

## Systematik
Die Gattung Lethrinus wurde 1829 durch den französischen Naturforscher Georges Cuvier erstmals wissenschaftlich beschrieben. Die Typusart ist Sparus choerorynchus Bloch & Schneider, 1801 [jetzt Lethrinus nebulosus (Forsskål, 1775)]. Manche Wissenschaftler haben in der Vergangenheit die Gattungen Lethrinella (Fowler, 1904) und Lethrinus unterschieden, anhand der Schnauzenlänge. Diese ist jedoch in der Gattung Lethrinus sehr variabel mit fließenden Übergängen, so dass sich durchgesetzt hat nur Lethrinus anzuerkennen. Innerhalb der Familie der Großkopfschnapper ist Lethrinus die einzige Gattung der Unterfamilie Lethrinidae, während die vier übrigen Großkopfschnappergattungen zur Unterfamilie Monotaxinae gehören.

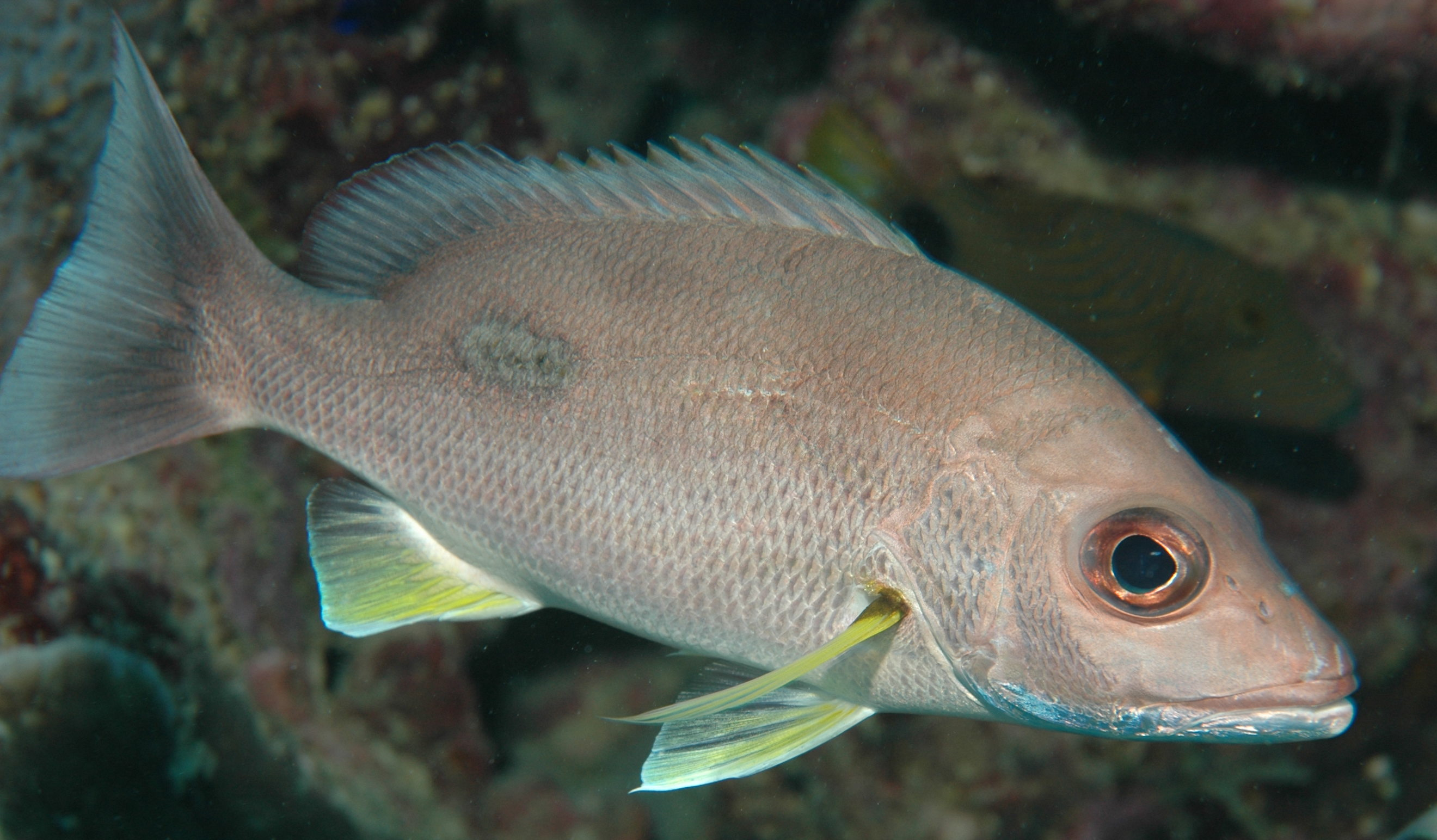
Schwarzfleck-Großkopfschnapper (Lethrinus harak)

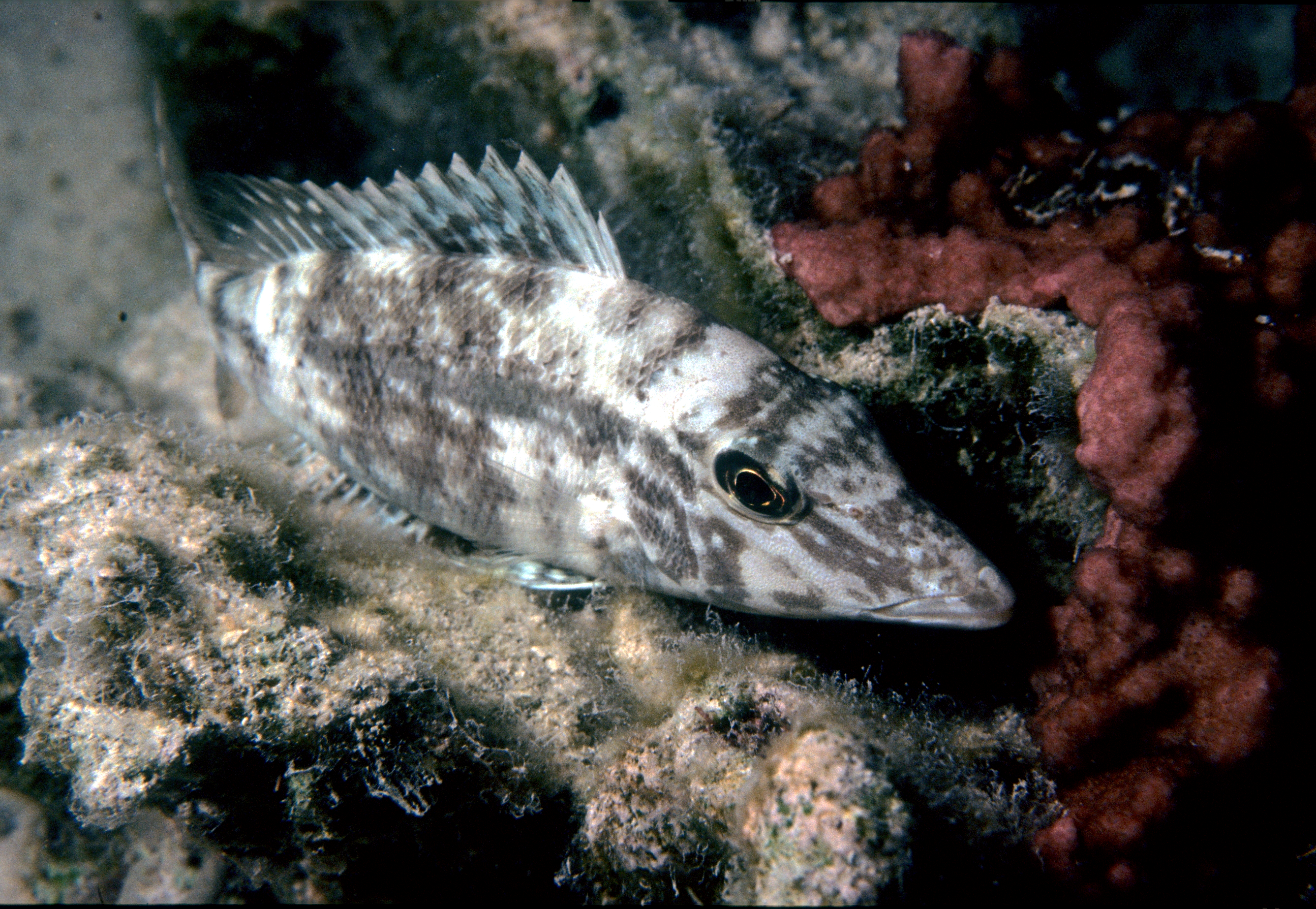
Lethrinus microdon, Nachtfärbung

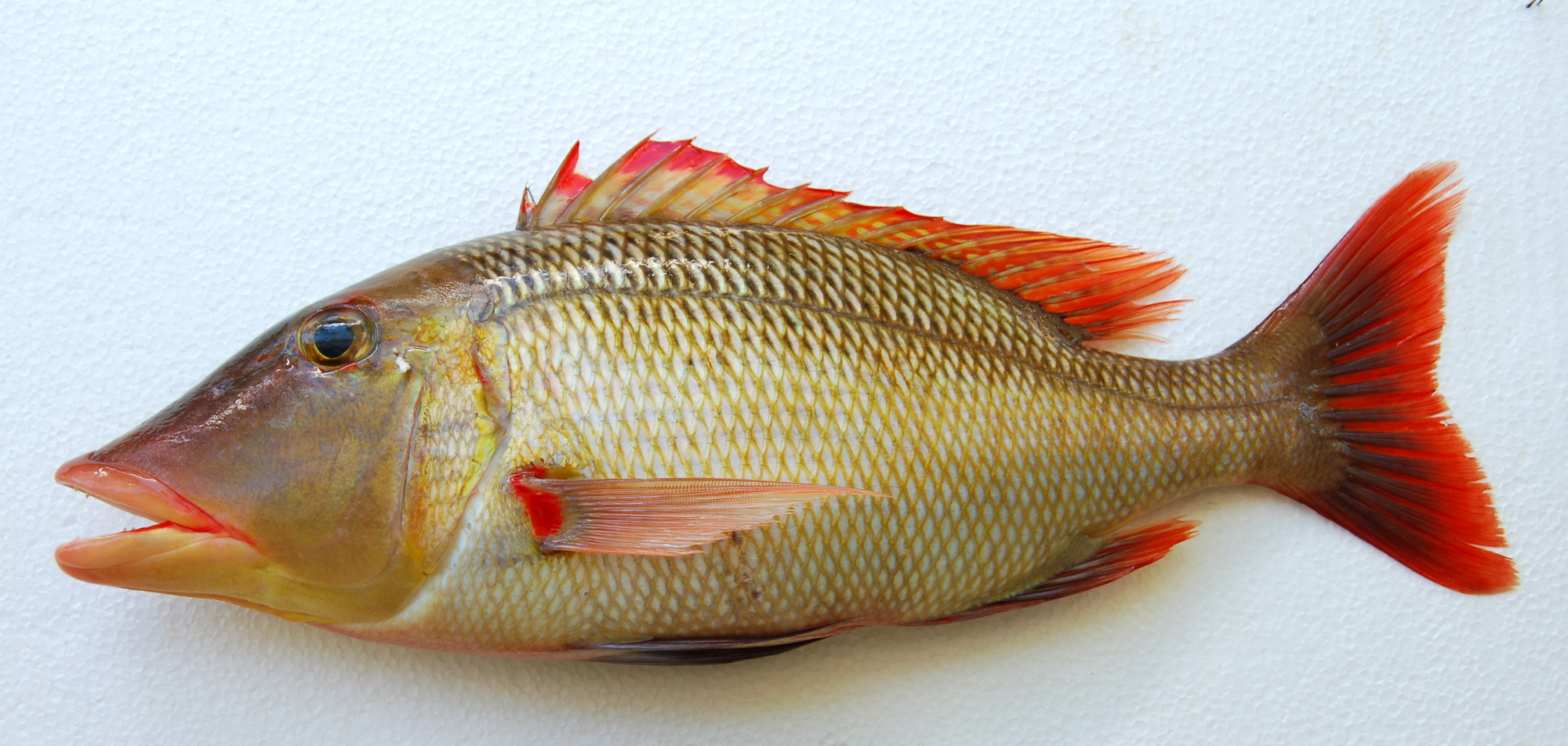
Lethrinus miniatus

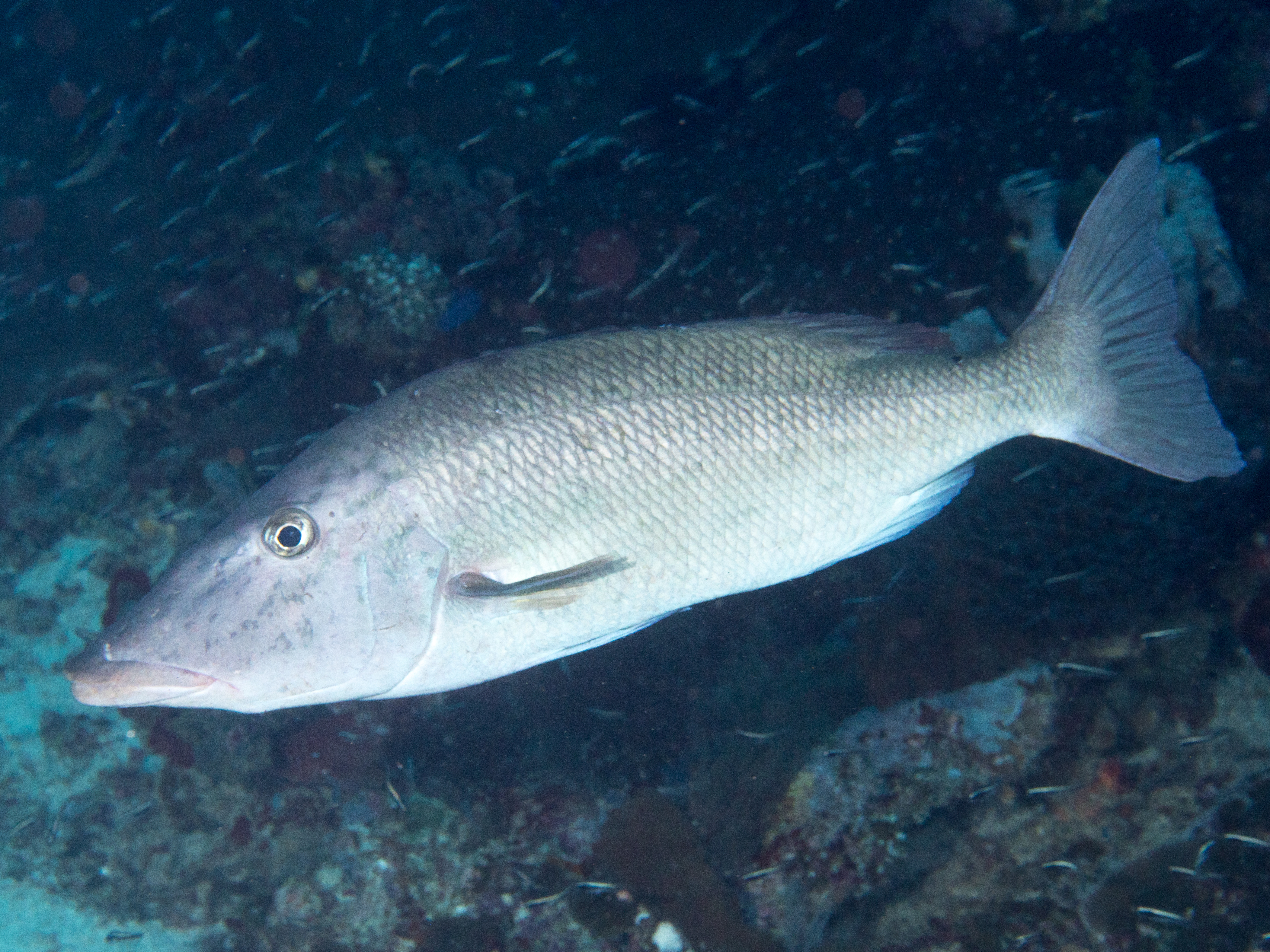
Lethrinus olivaceus

## Arten
Es gibt 27 Arten:
- Lethrinus amboinensis Bleeker, 1854
- Lethrinus atkinsoni Seale, 1910
- Lethrinus atlanticus Valenciennes, 1830
- Lethrinus borbonicus Valenciennes, 1830
- Lethrinus conchyliatus (Smith, 1959)
- Lethrinus crocineus Smith, 1959
- Lethrinus enigmaticus Smith, 1959
- Lethrinus erythracanthus Valenciennes, 1830
- Lethrinus erythropterus Valenciennes, 1830
- Lethrinus genivittatus Valenciennes, 1830
- Lethrinus haematopterus Temminck & Schlegel, 1844
- Schwarzfleck-Großkopfschnapper (Lethrinus harak (Forsskål, 1775))
- Lethrinus laticaudis Alleyne & Macleay, 1877
- Lethrinus lentjan (Lacépède, 1802)
- Lethrinus mahsena (Forsskål, 1775)
- Lethrinus microdon (Bleeker, 1851)
- Lethrinus miniatus (Forster, 1801)
- Lethrinus nebulosus (Forsskål, 1775)
- Goldstreifen-Großkopfschnapper (Lethrinus obsoletus (Forsskål, 1775))
- Lethrinus olivaceus Valenciennes, 1830
- Lethrinus ornatus Valenciennes, 1830
- Lethrinus punctulatus Macleay, 1878
- Lethrinus ravus Carpenter & Randall, 2003
- Lethrinus reticulatus Valenciennes, 1830
- Lethrinus rubrioperculatus Sato, 1978
- Lethrinus semicinctus Valenciennes, 1830
- Lethrinus variegatus Valenciennes, 1830
- Lethrinus xanthochilus Klunzinger, 1870

## Belege
1. 1 2 3 4  Carpenter, K.E. und G.R. Allen, 1989. FAO Species Catalogue. Vol. 9. Emperor fishes and large-eye breams of the world (family Lethrinidae). An annotated and illustrated catalogue of lethrinid species known to date. FAO Fish. Synop. 125(9):118 p. Rome: FAO. S. 33.
2. ↑  Wei-Jen Chen, Philippe Borsa (2020): Diversity, phylogeny, and historical biogeography of large-eye seabreams (Teleostei: Lethrinidae). Molecular Phylogenetics and Evolution, 106902. Juni 2020, doi:10.1016/j.ympev.2020.106902
3. ↑  Lethrinus auf Fishbase.org (englisch)